# Прапор Сент-Кіттс і Невісу
Прапор Сент-Кіттс і Невісу — один з офіційних символів Сент-Кіттс і Невісу. Офіційно затверджений 16 вересня 1983. Співвідношення сторін прапора 2:3.
Прапор Сент-Кіттс і Невісу являє собою прямокутне полотно, поділене по діагоналі на дві частини чорно-жовтою лінією. Лівий верхній кут зелений, нижній правий — червоний. Зелений колір символізує плодючі землі країни, червоний — визвольну боротьбу народу. Чорний колір — це африканське коріння жителів острова, а дві жовті стрічки — сонячне світло.
Дві білі зірки символізують надію та свободу, та два острови, які утворюють країну: Сент-Кіттс та Невіс.

## Історичні прапори

Прапор «асоційованої з Великою Британією держави» Сент-Крістофер і Невіс 27 лютого 1967 — 30 травня 1967
Прапор «асоційованої з Великою Британією держави» Сент-Крістофер — Невіс —  Ангілья 30 травня 1967 — 19 вересня 1983

## Інші прапори

Прапор Невісу
Військово-морський прапор